# عتبة بنت عفيف
عتبة بنت عفيف كانت شاعرة من شعراء العرب في عصر ما قبل الإسلام، وقد اشتهرت بالكرم والسخاء الشديد، وهي أم حاتم الطائي الذي ضرب به العرب المثل في الكرم والسخاء أيضًا حتى قيل «أكرم من حاتم الطائي».

## سيرتها
كانت عتبة بنت عفيف بن عمرو بن أمرئ القيس بن عدي ابن أحزم شاعرة عربية عاشت في عصر ما قبل الإسلام، وهي أم حاتم الطائي أشهر كرماء العرب، ويقال أنه ورث الكرم عنها، فقد اشتهرت بالجود والكرم وحب العطاء إلى حد الإسراف فكانت تنفق من أموالها ودوابها على الناس بسخاء حتى خشي إخوتها من أن تنفق مالها كله فحبسوها في بيتها وكانوا يطعمونها ومنعوها من التصرف في أموالها لمدة سنة كاملة لكي تكف عن إسرافها وتتعلم أن تحسن التصرف في أموالها، ثُم تركوها وأعادوا إليها بعض أموالها وبعض الإبل، وعندما جاءتها امرأة من هوازن ذات مرة تشكو لها من ضيق الحال وتسألها المُساعدة فما كان منها إلا أن أخبرتها أنها ذاقت الفقر والجوع والحرمان، وأعطتها كُل ما لديها من مال، ثُم أنشدت الأبيات التالية: 
لعمري لقد ما عضني الجوع عضة  
فآليت ألا أمنع الدهر جائعا
فقولا لهذا اللائمي اليوم اعفني    
فإن أنت لم تفعل فعضّ الأصابعا
فماذا عسيتم أن تقولوا لأختكم    
سوى عذلكم، أو عذل ما كان مانعا
وماذا ترون اليوم إلا طبيعة    

فكيف بتركي يابن أم الطبائعا 